# پنج‌اس (روش‌شناسی)

اصول 5s

۵اِس یا فایو اِس (به انگلیسی: 5S) نام یک روشگان ساماندهی محیط کار است که از فهرست پنج واژهٔ ژاپنی که به انگلیسی ترجمه یا نویسه‌گردانی شده‌اند و همگی با S شروع می‌شوند استفاده می‌کند.
این پنج شین مشخص‌کنندهٔ روشی برای ساماندهی محیط کار برای بهبود کیفیت و افزایش بهره‌وری و کاهش اتلاف منابع هستند. این سامانه پس از جنگ جهانی دوم در ژاپن مطرح گردید.
پنج اصل ۵ اس ：
1. ساماندهی (Seiri)
2. نظم و ترتیب (Seiton)
3. پاکیزه‌سازی (Seiso)
4. استانداردسازی (Seiketsu)
5. حفظ و نگهداری (Shitsuke)

در بعضی منابع با افزودن ایمنی (به انگلیسی: Safety) سین ششمی هم به این پنج سین افزوده شده‌است.
۱. ساماندهی

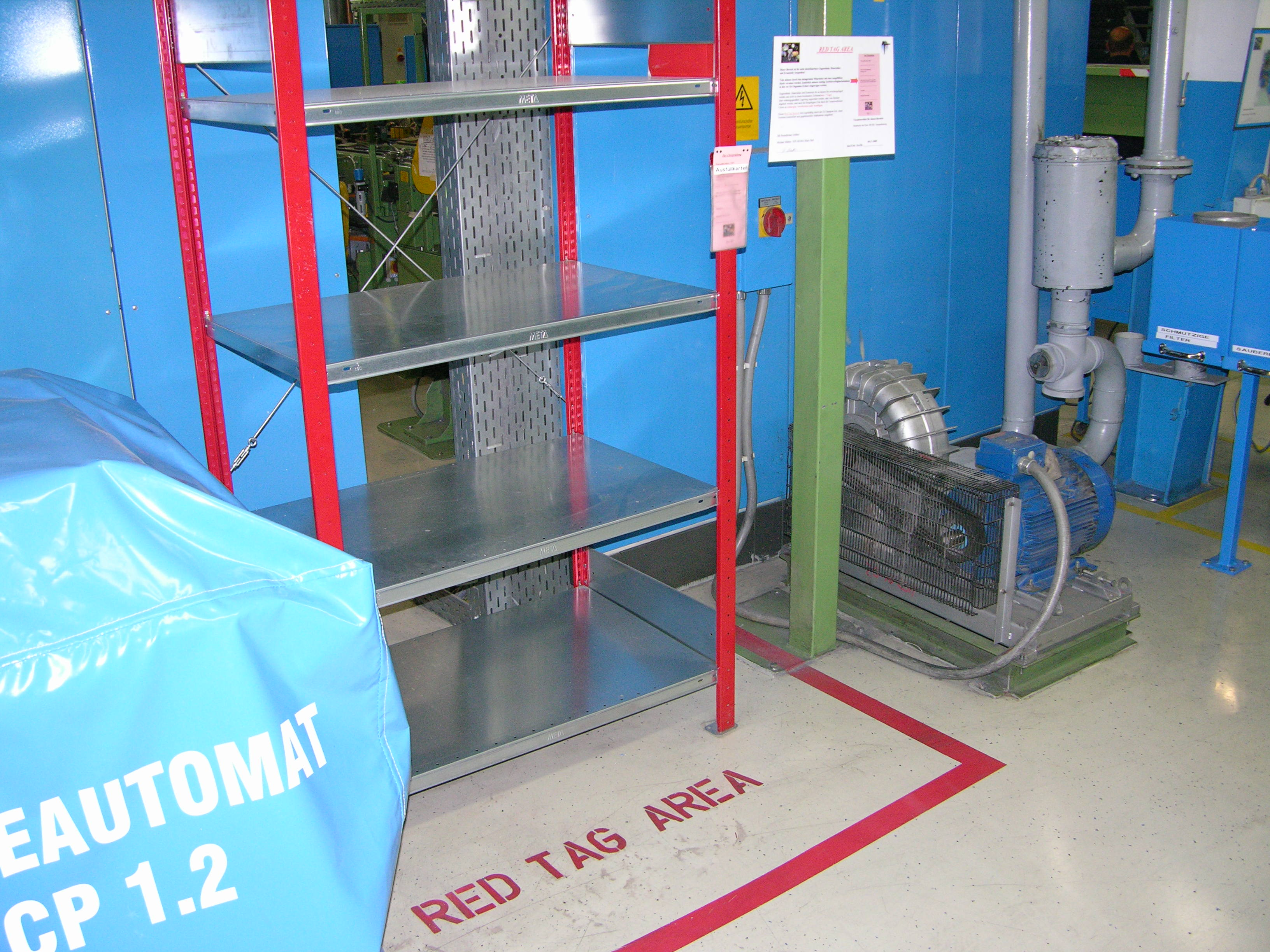
اس اول - ناحیه دارای برچسب یا Tag قرمز مربوط به آیتم هایی است که باید دور ریخته شوند

در این مرحله می‌توان با استفاده از علامت گذاری‌های قرمز رنگ، وسایلی را که کاربردی ندارند مشخص کرده و به مرور پاکسازی کرد. می‌توان برای تک تک این موارد یک بازه زمانی در نظر گرفته و تا پایان این مهلت اقدام به پاکسازی کرد.
هدف از ساماندهی:
1. با کم کردن تعداد وسایل در دسترس، زمان یافتن وسیله مورد نیاز کاهش می‌یابد.
2. با خارج کردن وسایل غیر ضروری، فضای قابل استفاده و مفید افزایش می‌یابد.
3. با خارج کردن وسایل اضافه موانع بسیاری از بین رفته و ایمنی افزایش می‌یابد.

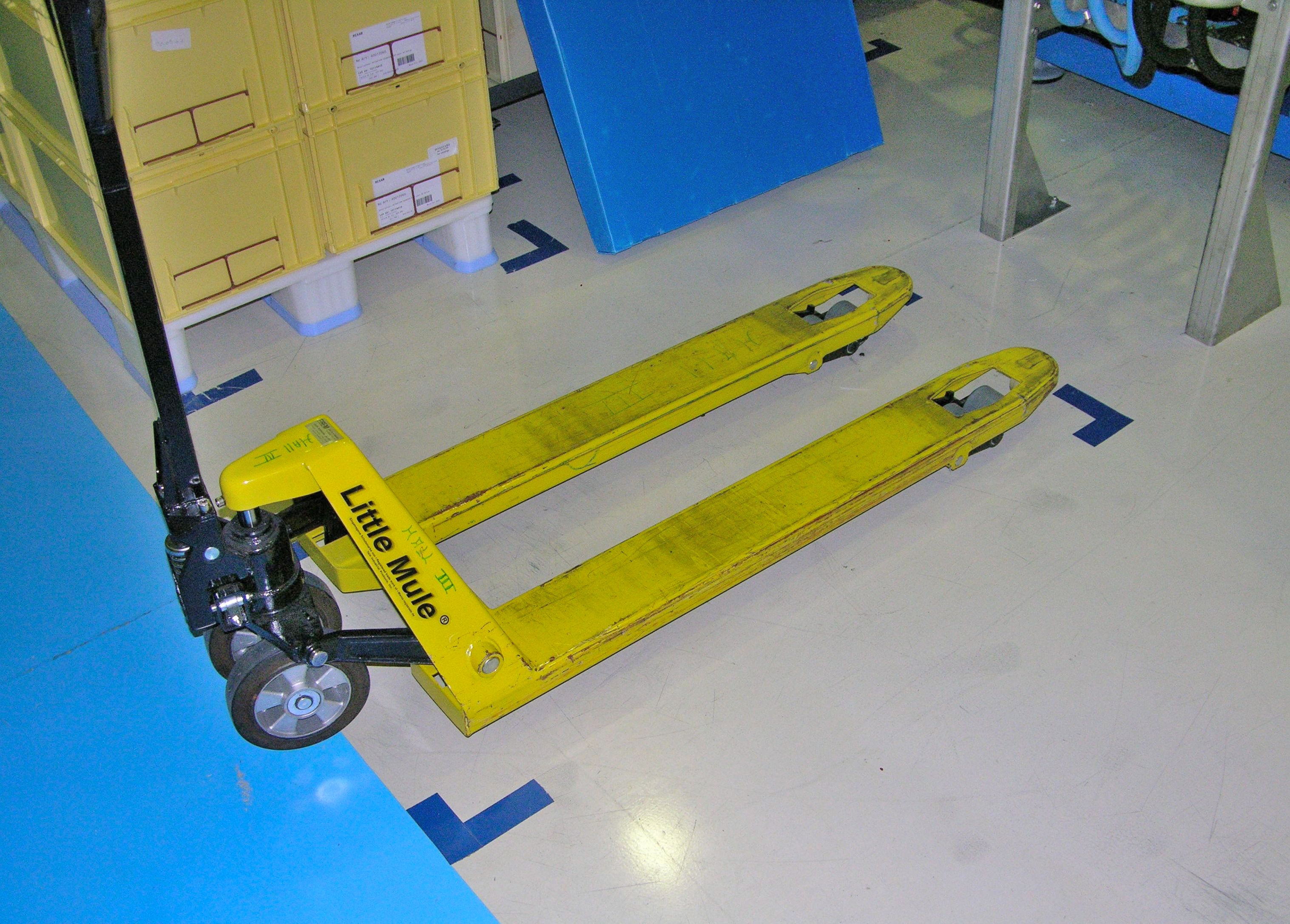
اس دوم - علامت گذاری ساده زمین برای مشخص کردن جای صحیح هر وسیله

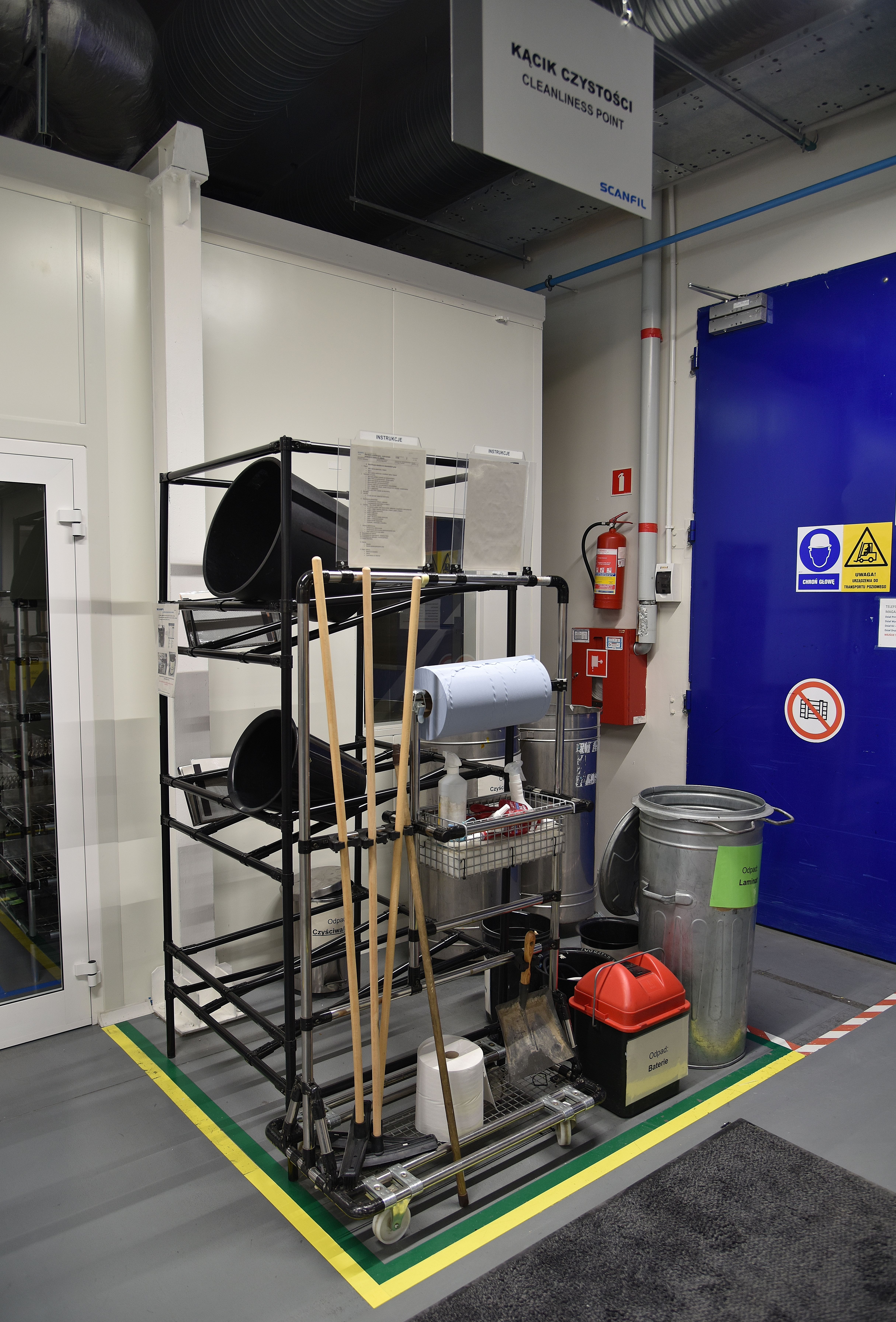
اس سوم - محل نگهداری تجهیزات نظافت کاری

۲- نظم و ترتیب
۳-پاکیزه‌سازی
۴-استانداردسازی
۵-حفظ و نگهداری